# Велотрек СКА
Легкоатлетичний манеж з велотреком (більш відомий як Велотрек СКА) — спортивна споруда у Львові, що спеціалізується на проведенні велосипедних та легкоатлетичних змагань. Є єдиним критим велотреком в Україні. Розташований на вул. Клепарівська, 39а. Відкрито у 1980 році.
Входить до складу Навчально-спортивної бази літніх видів спорту МОУ.

## Історія
Авторами споруди є архітектор Олександр Гукович та інженер Володимир Крюков. Будівництво відбувалось під керівництвом першого заступника командувача військами ПрикВО генерал-полковника Миколи Абашина.
На велотреку проводиться навчально-тренувальний процес збірних команд України, Збройних сил і військовослужбовців Львівського гарнізону з велоспорту, легкої атлетики, триатлону, сучасного п'ятиборства, ходьби, а також спортивні змагання та заходи.
У 2015 році тут проходив «Чемпіонат Європи з боксу серед юніорів».
Але на цьому майданчику проводяться не тільки спортивні заходи, а і культурно-масові. З концертами на велотреку виступило багато відомих виконавців, таких як Scorpions, Океан Ельзи, Бумбокс, СКАЙ.

## Конструкція треку
- Площа полотна велотреку — 1378 кв. м.
- Площа легкоатлетичного поля — 3180 кв. м.
- Пропускна спроможність легкоатлетичного манежу — 350 тис. чоловік на рік
- Кубатура споруди — 155 000 куб. м.
- Загальна площа — 13 500 кв.м.
- Місткість трибун — 3 000 глядачів.

## Галерея

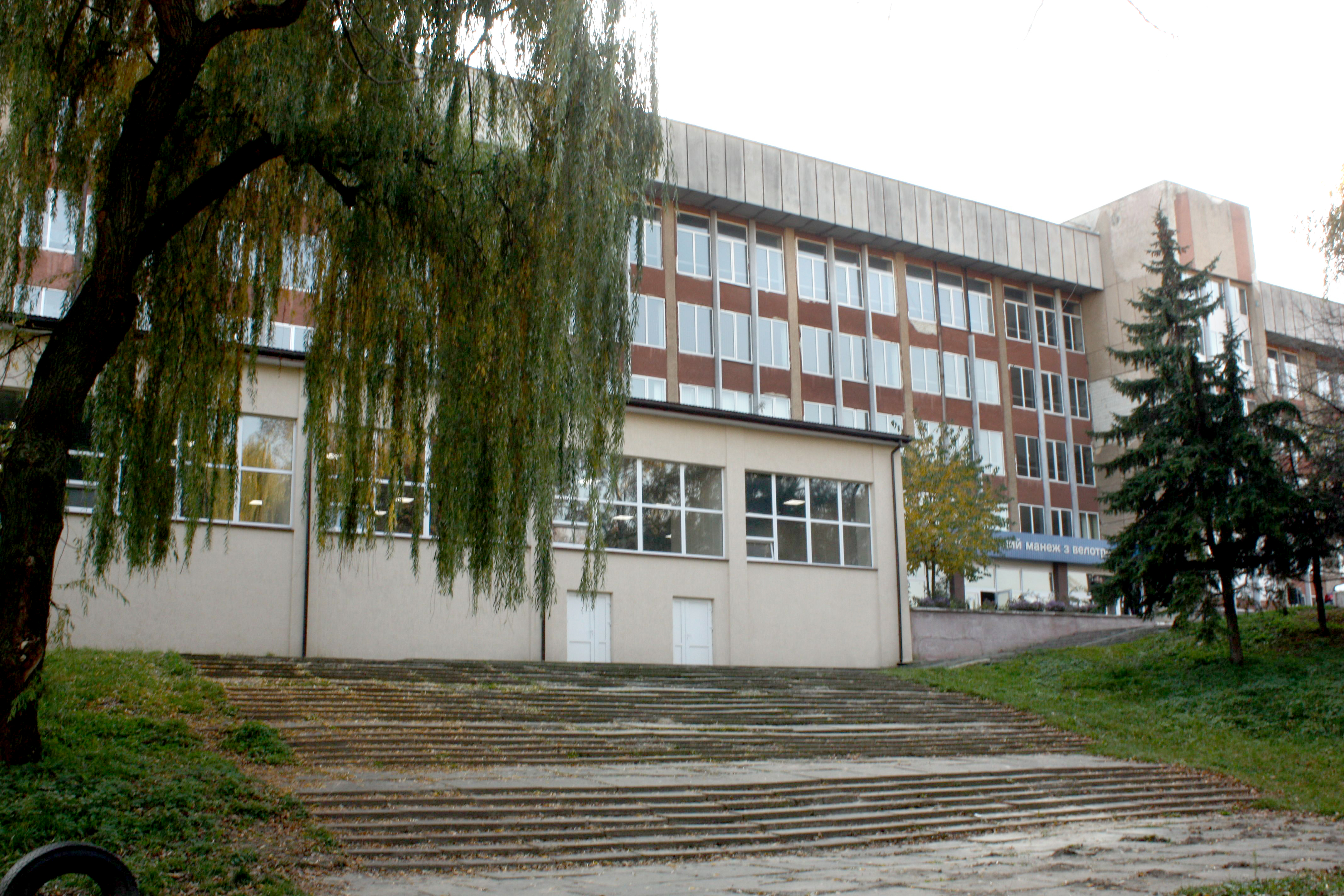
Будівля велотреку здалеку
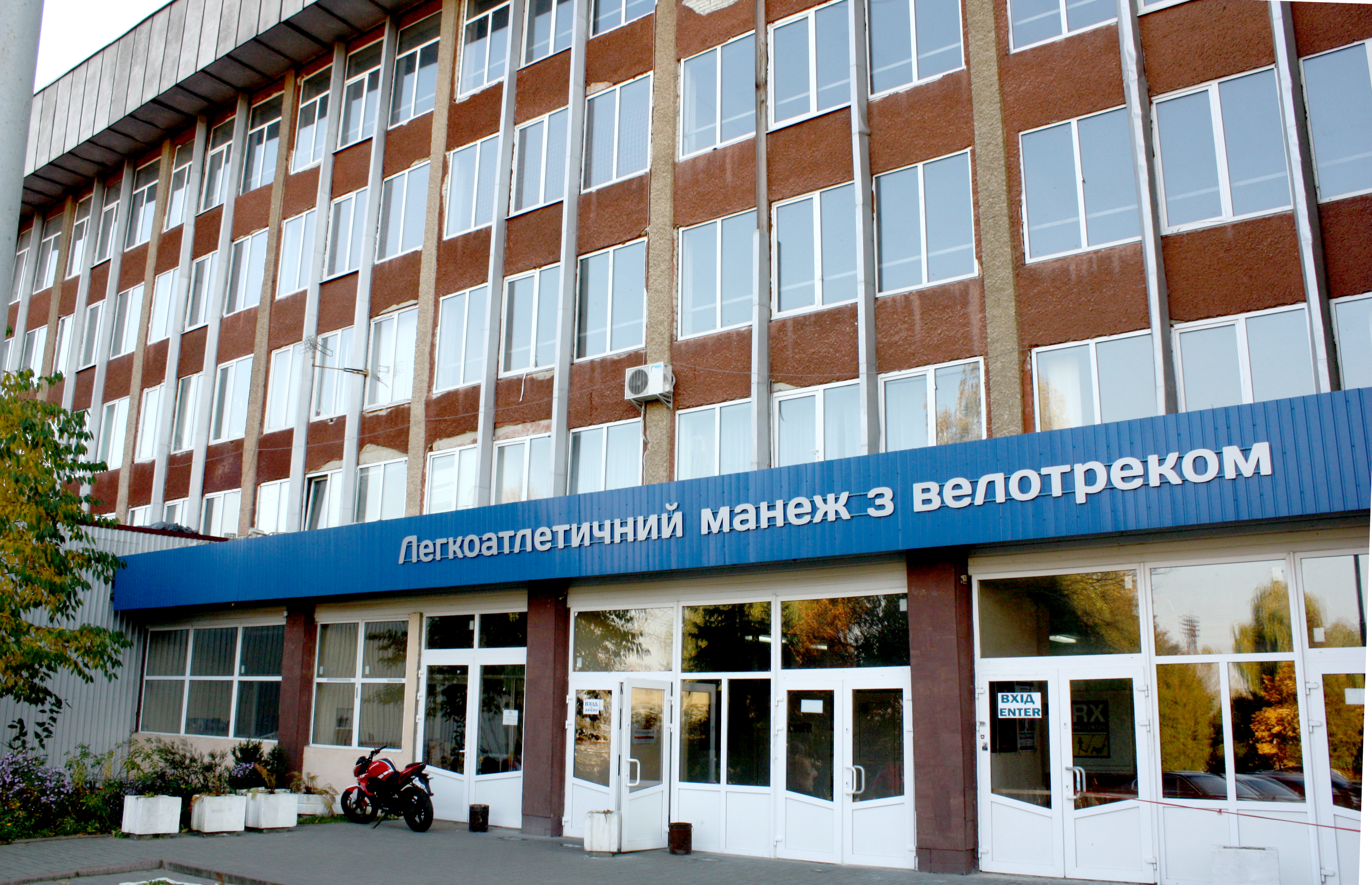
Головний вхід
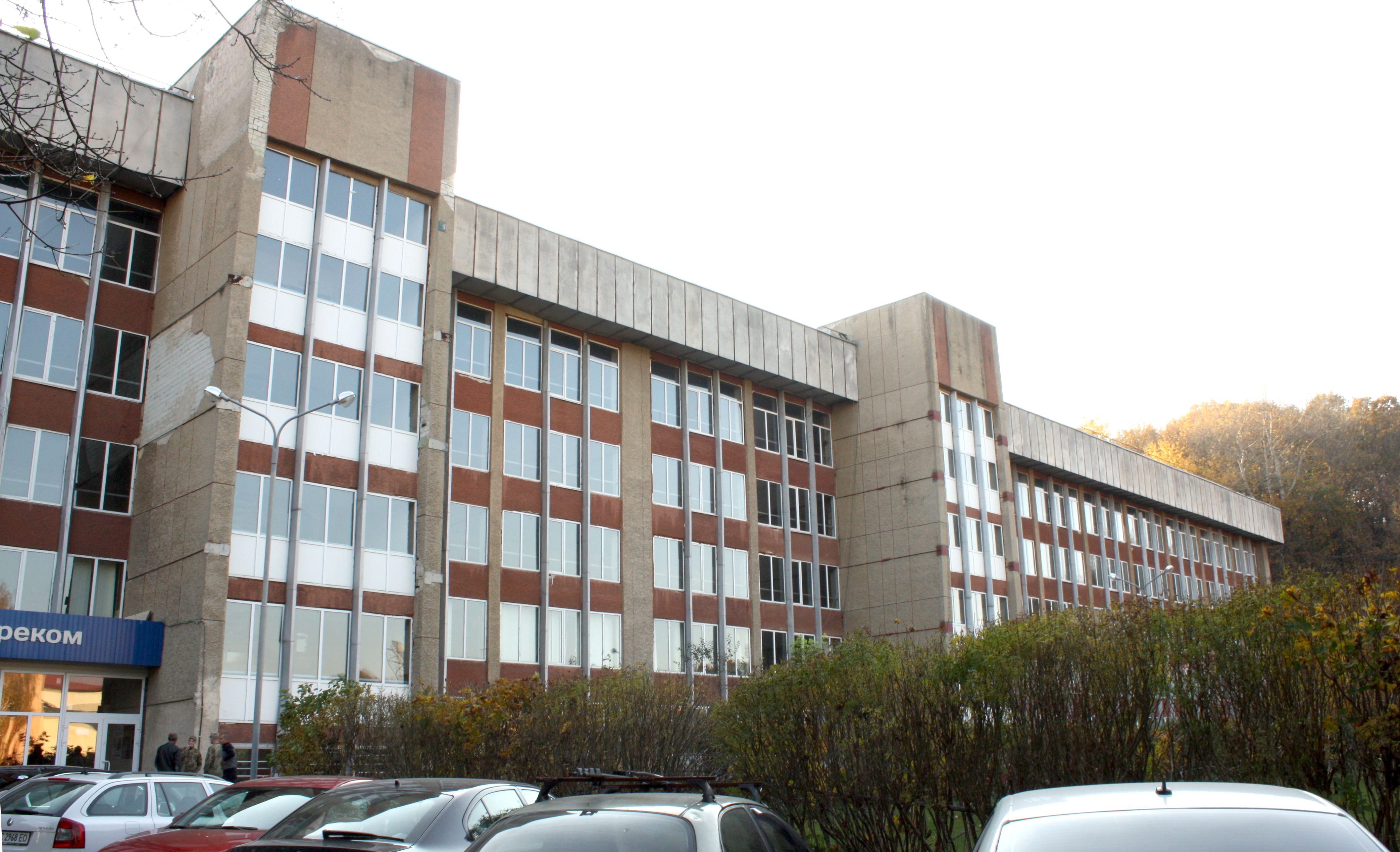
Фасад будівлі
- Поле велотреку
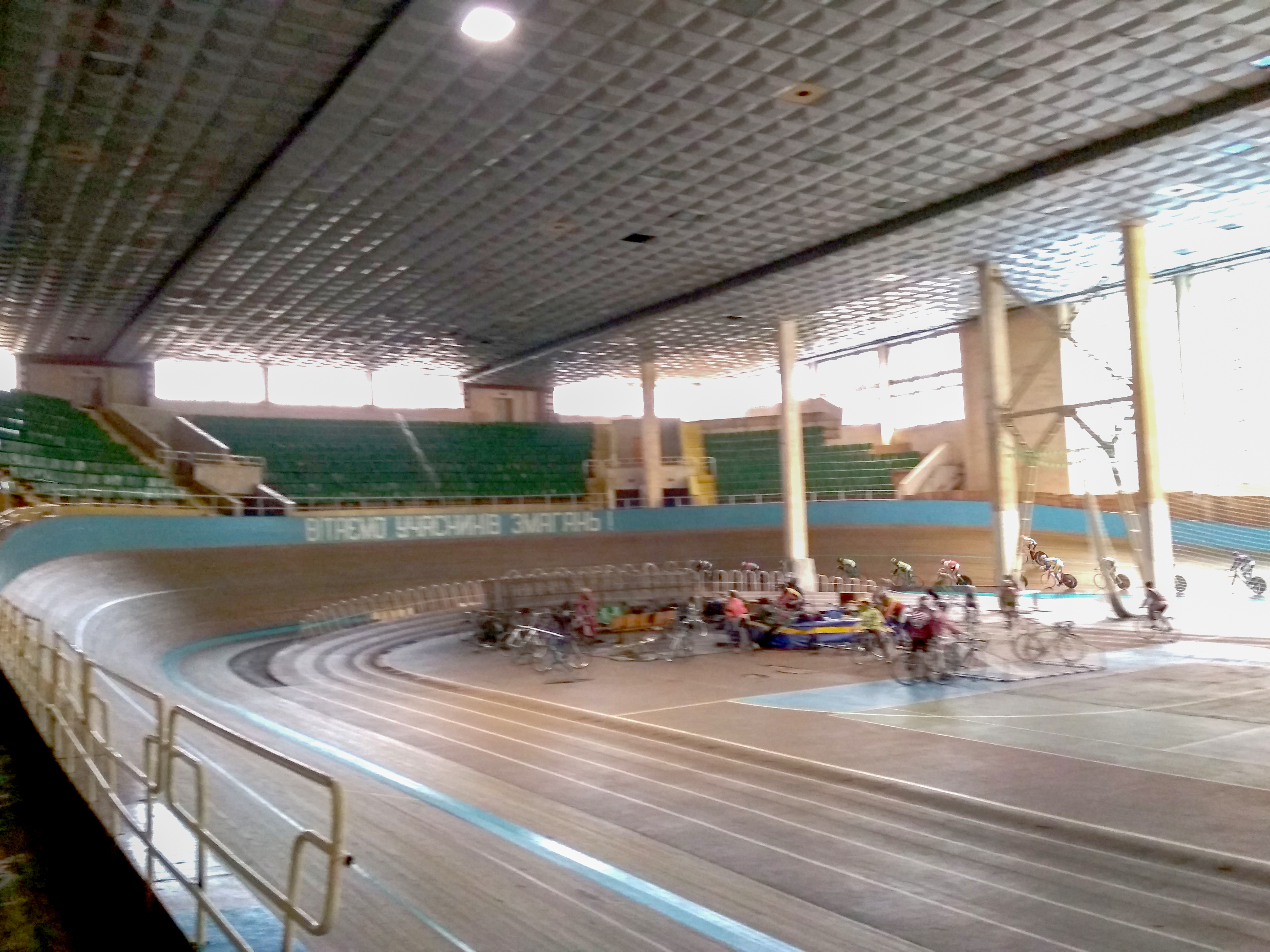
Тренування
- Змагання на велотреці